# Paris–Roubaix 1945

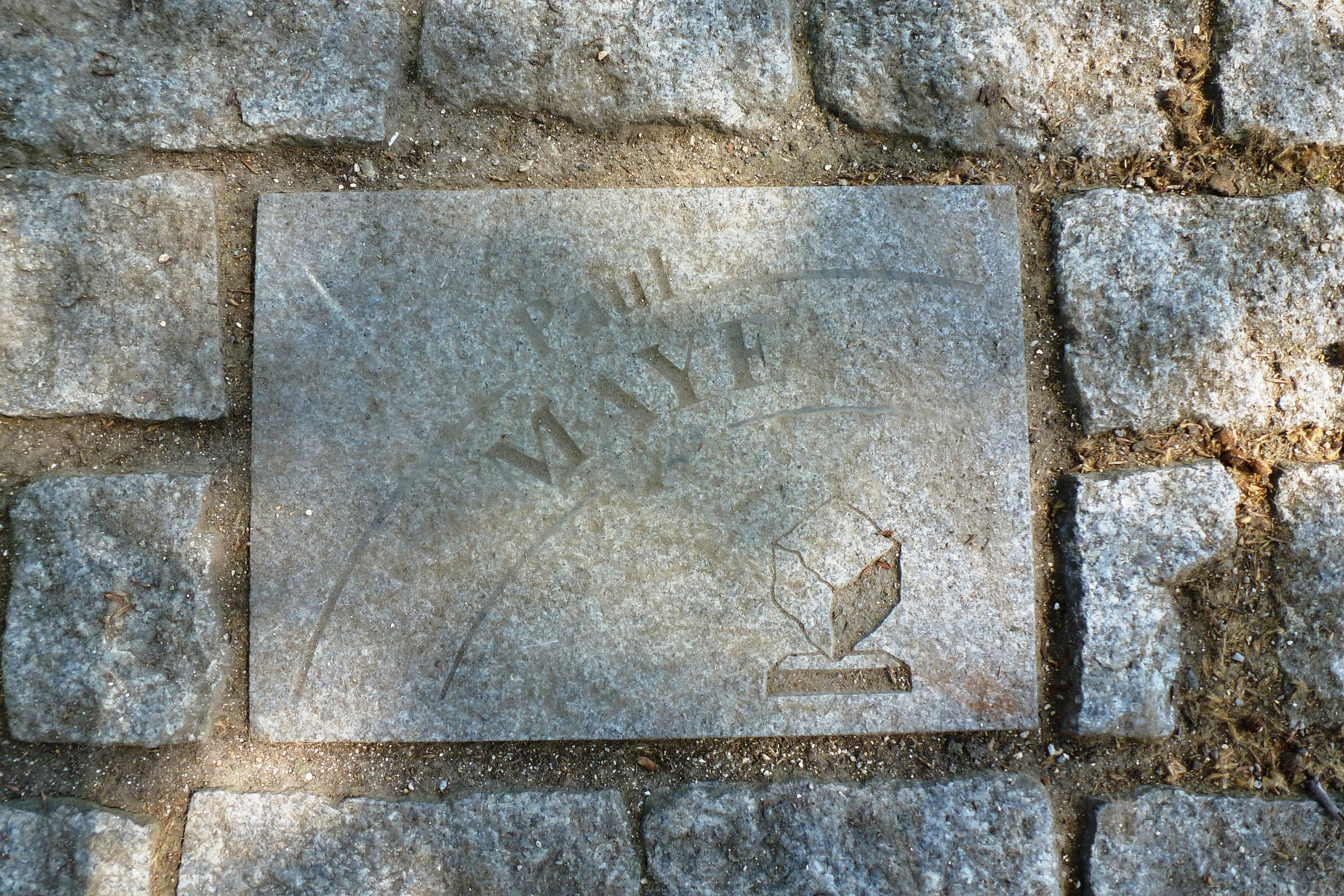
Pflasterstein zu Ehren des Sieges von Paul Maye bei

Das Eintagesrennen Paris–Roubaix 1945 war die 43. Austragung des Radsportklassikers und fand am Sonntag, den 9. April 1945, statt.
Das Rennen führte von Saint-Denis, nördlich von Paris, nach Roubaix, wo es im Vélodrome André-Pétrieux endete. Die Strecke war 246 Kilometer lang. 100 Fahrer gingen an den Start, von denen sich 28 platzieren konnten. Der Sieger Paul Maye absolvierte das Rennen mit einer Durchschnittsgeschwindigkeit von 31,20  km/h.
Diese Austragung war der erste von Paris–Roubaix nach der Befreiung Frankreichs von der deutschen Besetzung. Eine Gruppe von sieben Fahrern erreichte gemeinsam die Radrennbahn, und der Vorjahressieger Desimpelaere galt als Favorit. Dieser hatte auch während des ganzen Rennens die meiste Führungsarbeit geleistet. Zur allgemeinen Überraschung siegte jedoch der Baske Paul Maye.